# Пионерская улица (Салават)
Пионе́рская улица (башк. Пионер урамы) — улица в восточной части города Салавата, расположенная в микрорайоне Мусино.

## История
Застройка улицы началась в 1949 году. Застроена частными 1—2-этажными частными домами.

## Трасса
Пионерская улица начинается от улицы Пархоменко и заканчивается на улице Маяковского. 

## Транспорт
По Пионерской улице общественный транспорт не ходит. 